# Патрик, Теодор Рузвельт
Теодор (Тед) Рузвельт Патрик младший (англ. Theodore Roosevelt "Ted" Patrick, Jr., род. 1930) — американский деятель антикультового движения, основатель первого в мире комитета родителей, дети которых попали в секты, который работал c 1974 года под названием «Фонд гражданской свободы» (Citizens Freedom Foundation, CFF), а затем был переименован в «Сеть осведомления о культах» (Cult Awareness Network, CAN). Патрик известен также как человек, внедривший так называемое «депрограммирование», представляющее собой комплекс мер, при помощи которых люди, пусть и не вполне добровольно на первом этапе, выходили из сект.

## Биография
Теодор Рузвельт Патрик вырос в городе Чаттануга, штат Теннеси.
В детстве он страдал серьёзными дефектами речи, и, пытаясь избавиться от них, стал посещать евангельские службы «Holy Roller», на которых происходили широко разрекламированные пятидесятнические «исцеления Святым Духом».
Однако, несмотря на сильную веру и многократные пасторские «наложения рук», излечения не произошло. Вероятно, это был первый случай, когда Патрик задумался о мошенничестве под религиозной вывеской. В результате он стал бороться с болезнью сам — и к 16 годам дефекты речи были устранены.
Не окончив школу, работающий Патрик ушел из десятого класса, чтобы содержать семью.
Он работал водителем грузовика, сменил ещё несколько профессий и в результате накопил денег для того, чтобы вместе с двоюродным братом открыть ночной «Cadillac Club».
Вскоре Патрик женился, у него появился ребёнок. Дело с «Cadillac Club» шло успешно, и уже появились планы открыть рядом бар, но появились конкуренты. В итоге Теду Патрику пришлось продать бизнес.
После этого Патрик увлекся общественной деятельностью, и, когда ему исполнилось 25 лет, отправился вместе с другом в город Сан-Диего, штат Калифорния. Здесь Патрик открыл клуб «Chollas» для чернокожих, финансируемый из средств Демократической партии. В основном, клуб занимался борьбой за равенство прав негров и белых посредством пикетирования супермаркетов, куда был запрещен вход неграм.

Это привлекло внимание Рональда Рейгана, бывшего тогда губернатором штата Калифорния. Патрик стал его специальным представителем по связям с общественностью в районе Сан-Диего. Параллельно он занимался социологическими исследованиями неформальных групп молодежи.
В 1971 году сын Теда Патрика, Майкл, едва не был вовлечен в секту «Дети бога». Так в поле зрения исследователя вновь попал «религиозный» вопрос. Выяснилось, что претензии к «Детям бога» были у многих родителей. Чтобы лучше понять структуру этого культа, Тед Патрик провел несколько дней инкогнито в его общине близ местечка Санти. Удостоверившись, что речь идет о применении адептами манипуляций с сознанием рядовых членов, он в 1972 году оставил государственную должность и полностью сконцентрировался на антисектантской деятельности.

Собрав 31 августа 1974 года около 25 единомышленников в своем доме в Денвере, Патрик предложил объединить усилия. Так появился «Фонд гражданской свободы» (Citizens Freedom Foundation, CFF) — первая в мире организация, которая стала целенаправленно противодействовать сектам. Позже она была переименована, получила название «Сеть осведомления о культах» (Cult Awareness Network, CAN).
Применяемая CAN технология была проста. Многие секты существовали в виде коммун, круглосуточно удерживая там своих адептов. По просьбе родственников группа Патрика похищала оттуда верующего и доставляла его в уединенный коттедж. Таким образом, человек оказывался в физической изоляции от сектантов, которые уже не могли его контролировать.
После этого начиналась депрограммация — комплекс разработанных Патриком психологических приемов, которые должны были сперва подорвать доверие человека к секте, а затем — вернуть его в реальный мир. Для краткости такой процесс именовался «выходом». Это была изнурительная процедура, прерываемая только для приема пищи и сна. Депрограмматор без конца задавал адепту «неудобные» вопросы, указывал на противоречия в доктрине и организации культа, сообщал данные, дискредитирующие руководство секты и т. д. Нередко с адептом работали люди, уже вышедшие из культа и хорошо знающие ситуацию «изнутри».
Переломным Патрик считал момент, когда человек начинает слушать, а затем — включается в беседу. После установления двустороннего контакта верующий, как правило, вставал на сторону депрограмматора.
Первой подобная помощь была оказана девушке, которая ушла из университета Южной Калифорнии в общину «Детей Бога», расположенную на территории Финикса, штат Аризона. Вместе с единомышленниками Патрик похитил студентку и увез на фургоне, который довольно долго преследовали члены секты. На депрограммацию ушло ровно два дня.
Всего таким методом Тед Патрик «вывел» из разных культов около 2000 человек. О своем опыте он в соавторстве с Томом Дьюлаком поведал в книге «Отпустите наших детей!» («Let Our Children Go!». E. P. Dutton, 1976).
Через некоторое время секты стали проявлять беспокойство деятельностью CAN и инициировать судебные разбирательства против Патрика. Главные обвинения сводились к самим фактам похищений, пусть даже по согласию родных и близких сектантов.
В июне 1974-го окружной судья г. Денвера Зита Вэйншенк приговорила Патрика за насильственное удержание двух молодых сектанток к году заключения условно и штрафу в 1000 долларов.
В 1975-м за попытку депрограммировать гражданку Канады он был лишен права на въезд в эту страну.
В июне 1975-го решением суда графства Орандж (штат Калифорния) за «незаконное лишение свободы» энтузиаст получил двухмесячный тюремный срок. Его прежнее условное освобождение также было отменено, и в июле 1976 он начал отбывать однолетний срок.
В 1976 году сектантка Венди Хеландер предъявила Патрику обвинение в незаконном лишении её свободы в течение 86 дней, и суд в Бриджпорте (штат Коннектикут) приговорил Теда Патрика к возмещению нанесенного ущерба.
Будучи отпущенным из тюрьмы для выполнения работы в феврале 1977 года, он вновь предпринял попытку депрограммирования. Поэтому в августе 1977 года его признали виновным.
В апреле 1980 года Патрик был приговорен ещё к одному году тюремного заключения и пяти годам условно.
В январе 1982 года ему предъявили три обвинения в похищениях.
В октябре 1982 года Патрик был заключен в тюрьму в Сан-Диего за нарушение правил условного освобождения в результате ещё одной попытки депрограммирования.
В июне 1984 года его условное освобождение было отменено за очередную попытку помочь человеку, попавшему в секту.

В августе 1985 года он был приговорен к трем годам тюремного заключения за нарушения правил условного освобождения 1980 года.

В ноябре 1987 года окружной суд Лос-Анджелеса приговорил Теда Патрика к выплате 184900 долларов женщине-саентологу, которая в 1981-м полтора месяца подвергалась депрограммации.
Помимо судов, секты усиленно дискредитировали Патрика, распуская слухи о том, что он сексуально домогается своих пациенток, хранит и принимает кокаин, избивает адептов сект и даже, якобы, пытался зарезать одного из них опасной бритвой. Тем не менее, активная деятельность Патрика продолжалась до середины девяностых.
В середине 90-х годов секты предприняли массированное наступление на организацию Патрика, подговорив сразу нескольких верующих, которых депрограмматорам не удалось «вытащить» из культа, обратиться с исками на насилие со стороны CAN в судебные органы. Последние встали на сторону истцов, подвергли CAN крупным штрафам, выдержать которые она не могла, и 20 июня 1996 года по решению Федерального суда Чикаго организация «Сеть осведомления о культах» была объявлена банкротом.
После этого Тед Патрик окончательно отошел от дел. Безусловно, к его приемам, предполагающим насильственное лишение свободы и жесткую «промывку мозгов», нельзя относиться однозначно. Нынешние депрограмматоры, например, применяют «мягкие» методы, работая, в основном, не с самим адептом культа, а с членами его семьи, которые затем, следуя инструкциям, взаимодействуют с верующим. Совокупность этих методов получила общее название «консультирование о выходе».
Однако, вне сомнения, именно Тед Патрик был первым человеком, создавшим систему противодействия экспансии тоталитарных сект. Сегодня практика организации «родительских антисектантских комитетов», которым, собственно, и являлся CAN, широко распространена во всем мире.